# Gazipur (zila)
Gazipur is een district (zila) in de divisie Dhaka van Bangladesh. Het district telt 5,4 miljoen inwoners en heeft een oppervlakte van 1806 km². De hoofdstad is de stad Gazipur.
Gazipur is onderverdeeld in 5 upazila/thana (subdistricten), 46 unions, 1163 dorpen en 2 gemeenten.